# 上海市第四人民医院
上海市第四人民医院（同济大学附属上海市第四人民医院），前稱上海市第一人民医院分院，是位於中國上海市虹口区的一家二级甲等医院。

## 历史
光绪年间，日本人佐佐木金次郎在上海創辦佐佐木医院。1919年9月，佐佐木金次郎在东京逝世，他的东京大学校友顿宫宽继任院長。1921年4月，医院搬到北四川路142号（今四川北路1878号），在佐佐木金次郎的友人王一亭的建議下醫院改名福民医院。1934年12月，改建後的醫院建成地下1层、地上7层的钢筋水泥结构的医学大楼。大楼内有电梯。医院设外科、内科、中医科、泌尿科、小儿科、妇科、口腔科、眼科、耳鼻咽喉科、放射科等科室。當時不管是日本人還是中國人以及其他國籍的患者，都可以來這家日本人創辦的医院看病。鲁迅和茅盾等經常來福民醫院就医，鲁迅的儿子周海婴也出生在福民醫院。1932年虹口公園爆炸事件發生後，日本驻华公使重光葵被送入福民医院進行截肢手术。1935年，阮玲玉自殺後，被緊急送到福民醫院搶救。
1945年日本投降后，醫院被国民政府接收，改名上海市立第四医院，顿宫宽離開上海返回日本。1946年，成为同德医学院的教学医院。1949年6月，上海市军管会將其改名為上海市第四人民医院。2000年，該醫院同上海市第一人民医院合作共建，並改名上海市第一人民医院分院。2017年，恢复原名。2018年2月，虹口区、同济大学合作共建上海市第四人民医院。2020年，上海市第四人民医院从四川北路1878号旧址搬到三门路1279号。2021年9月，該醫院加掛同济大学附属上海市第四人民医院作为第二名称。